# Hryhorij Mazur
Hryhorij Mazur, pseud. Kałynowycz, Donśkyj (ur. 15 stycznia 1912 w Karowie, zm. 28 kwietnia 1949 w Rzeszowie) – ukraiński dowódca wojskowy, chorąży UPA.
Ukończył szkołę podstawową, następnie pracował w młynie. W 1941 wstąpił do Ukraińskiej Policji Pomocniczej. Zdezerterował z niej w 1944. W UPA był szeregowym żołnierzem, potem awansował na dowódcę roju w sotni „Szuma”, potem dowódcą czoty w sotni „Bałaja”. Następnie w kwietniu 1946 został  dowódcą sotni „Mesnyky 1” (97), wchodzącej w skład kurenia "Mesnyky". 7 września 1947 ujęto go rannego w czasie walki w Czechosłowacji podczas próby przedostania się do amerykańskiej strefy okupacyjnej w Niemczech. Został przekazany władzom polskim, skazany na karę śmierci i stracony.